# Omar Anas
Omar Anas (arab. عمر أنس; ur. w 1933 w Omdurmanie) – sudański strzelec, olimpijczyk.
Na letnich igrzyskach olimpijskich 1960 w Rzymie startował w trzech konkurencjach. W konkurencji karabinu dowolnego z trzech postaw zajął 37. miejsce. W konkurencjach karabinu małokalibrowego kończył zmagania już w kwalifikacjach.

## Wyniki olimpijskie
| Igrzyska | Konkurencja                               | Wynik | Miejsce                                                | Źródło |
| -------- | ----------------------------------------- | --- | ------------------------------------------------------ | ------ |
| IO 1960  | Karabin małokalibrowy, trzy postawy, 50 m | Kwalifikacje Leżąc – 153 pkt. Klęcząc – 133 pkt. Stojąc – 95 pkt. Łącznie – 381 pkt.                                                                                | Kwalifikacje – 73. miejsce (nie awansował do finału)   | [ 1 ]  |
| IO 1960  | Karabin dowolny, trzy postawy, 300 m      | Kwalifikacje Leżąc – 155 pkt. Klęcząc – 147 pkt. Stojąc – 92 pkt. Łącznie – 394 pkt. Finał Leżąc – 331 pkt. Klęcząc – 275 pkt. Stojąc – 206 pkt. Łącznie – 812 pkt. | Kwalifikacje – 37. miejsce Finał – 37. miejsce         | [ 2 ]  |
| IO 1960  | Karabin małokalibrowy leżąc, 50 m         | 351 pkt (86-85-92-88). | 82. miejsce w kwalifikacjach (nie awansował do finału) | [ 3 ]  |